# Premio Planeta-Casa de América
El Premio Iberoamericano Planeta-Casa de América de Narrativa fue un galardón literario que, a partir de 2007, se daba en una capital latinoamericana por un texto inédito en castellano y que tenía como objetivo "promover la narrativa en lengua española". El jurado, según las bases del concurso, lo componen cinco miembros —un representante de la Editorial Planeta, otro de Casa de América y tres "prestigiosas personalidades del mundo de la narrativa", designadas libremente estas dos entidades— y tenía una recompensa de 200.000 dólares para el ganador y de 50.000 para el finalista. Normalmente, el premio se fallaba en marzo. El de 2010, que debió haberse fallado en Valparaíso, Chile, durante el V Congreso de la Lengua Española, fue suspendido después del fortísimo terremoto ocurrido a fines de febrero. En 2011 no hubo segundo premio, y a partir de 2012 se deja de convocar.

## Galardonados
| Año  | País                                                         | Novela ganadora                                              | Autor                                                        | País                                                         | Novela finalista                                             | Autor                                                        | Se falló en:                                                 |
| ---- | ------------------------------------------------------------ | ------------------------------------------------------------ | ------------------------------------------------------------ | ------------------------------------------------------------ | ------------------------------------------------------------ | ------------------------------------------------------------ | ------------------------------------------------------------ |
| 2007 | Argentina                                                    | El enigma de París                                           | Pablo de Santis                                              | Perú                                                         | El susurro de la mujer ballena                               | Alonso Cueto                                                 | Bogotá                                                       |
| 2008 | Chile                                                        | La casa de Dostoievsky                                       | Jorge Edwards                                                | Colombia                                                     | Justos por pecadores                                         | Fernando Quiroz                                              | Buenos Aires                                                 |
| 2009 | Colombia                                                     | Ella, que todo lo tuvo                                       | Angela Becerra                                               | México                                                       | El dinero del diablo                                         | Pedro Ángel Palou                                            | Ciudad de México                                             |
| 2010 | Se suspendió debido al terremoto ocurrido a fines de febrero | Se suspendió debido al terremoto ocurrido a fines de febrero | Se suspendió debido al terremoto ocurrido a fines de febrero | Se suspendió debido al terremoto ocurrido a fines de febrero | Se suspendió debido al terremoto ocurrido a fines de febrero | Se suspendió debido al terremoto ocurrido a fines de febrero | Se suspendió debido al terremoto ocurrido a fines de febrero |
| 2011 | Chile                                                        | Los días del arco iris                                       | Antonio Skármeta                                             | No hubo finalista                                            | No hubo finalista                                            | No hubo finalista                                            | Santiago de Chile                                            |
| 2012 | México                                                       | La tejedora de sombras.                                      | Jorge Volpi                                                  | España                                                       | Reflejos de absenta                                          | Alexis Falkas                                                | Ciudad de México                                             |